# Coupe du monde de football juniors 2003
Navigation
Argentine 2001 Pays-Bas 2005
La Coupe du monde de football juniors 2003 est la 14e édition de la Coupe du monde de football des moins de 20 ans. Elle est organisée par les Émirats arabes unis du 27 novembre au 19 décembre 2003. Prévue à l'origine plus tôt dans le calendrier international, la compétition a dû être déplacée à cause de la guerre en Irak. Vingt-quatre équipes des différentes confédérations prennent part à la compétition, qualifiées par le biais des championnats continentaux. Seuls les joueurs nés après le 1er janvier 1983 peuvent participer à la compétition.
Le Brésil remporte sa 4e coupe du monde de la catégorie et rejoint l'Argentine en tête du palmarès. Les jeunes Brésiliens disposent en finale de l'Espagne, revenue à son meilleur niveau après son absence lors de la dernière édition. L'Amérique du Sud a une nouvelle fois dominé les débats, avec 3 équipes en demi-finales. En effet, le match pour la 3e place voit la Colombie obtenir son meilleur résultat en battant le tenant du titre, l'Argentine. C'est la première fois dans l'histoire de la compétition qu'une confédération place trois de ses sélections en demi-finales.
Le pays hôte, les Émirats arabes unis fait bonne figure lors de la compétition. Emmenés par Ismail Matar, désigné Ballon d'Or à l'issue du tournoi, les Émiratis atteignent les quarts de finale, battus sur le plus petit des scores par la Colombie. Un autre pays asiatique atteint les quarts, il s'agit du Japon, qui confirme sa régularité à ce niveau, 4 ans après sa finale perdue au Nigeria. Côté Afrique, 3 équipes passent le premier tour mais chutent d'entrée en huitièmes de finale. À noter la belle performance des équipes de la CONCACAF : les États-Unis et le Canada atteignent les quarts de finale, seulement éliminés tous deux après prolongations. C'est du côté européen que la déception est la plus grande : seulement 3 équipes sur 6 au deuxième tour, avec une dernière place de poule pour l'Allemagne, la République tchèque et l'Angleterre et une seule équipe en quarts de finale, c'est le plus mauvais résultat d'ensemble de la confédération.
Cette édition 2003 est marquée par une baisse flagrante du nombre de buts : avec une moyenne de 2,29 buts par match, ce tournoi reste à ce jour le moins prolifique de toutes les Coupes du monde. Le classement des buteurs s'en ressent : quatre joueurs se partagent la première place avec seulement quatre réalisations.

## Pays qualifiés
| Confédération              | Tournoi qualificatif                                                                     | Qualifié(s)                                                          |
| -------------------------- | ---------------------------------------------------------------------------------------- | -------------------------------------------------------------------- |
| AFC (Asie)                 | Coupe d'Asie des nations de football des moins de 19 ans 2002                            | Japon Corée du Sud Arabie saoudite Ouzbékistan                       |
| CAF (Afrique)              | Coupe d'Afrique des nations junior 2003                                                  | Burkina Faso Mali Égypte Côte d'Ivoire                               |
| CONCACAF                   | Championnat d'Amérique du Nord, centrale et Caraïbe de football des moins de 20 ans 2003 | Canada Mexique États-Unis Panama                                     |
| CONMEBOL (Amérique du Sud) | Championnat des moins de 20 ans de la CONMEBOL 2003                                      | Brésil Colombie Argentine Paraguay                                   |
| UEFA (Europe)              | Championnat d'Europe de football des moins de 19 ans 2002                                | Espagne Slovaquie Tchéquie Angleterre République d'Irlande Allemagne |
| OFC (Océanie)              | Championnat d'Océanie de football des moins de 20 ans 2002                               | Australie                                                            |
| AFC                        | Qualifié d'office en tant que pays hôte                                                  | Émirats arabes unis                                                  |

## Villes et stades
| Ville     | Stade                              | Capacité |
| --------- | ---------------------------------- | -------- |
| Abou Dabi | Stade Sheikh Zayed                 | 66 000   |
| Abou Dabi | Stade Al-Nahyan                    | 12 000   |
| Abou Dabi | Stade Mohammed-Bin-Zayed           | 15 000   |
| Al Ain    | Stade International Sheikh Khalifa | 12 000   |
| Dubaï     | Stade Al-Maktoum                   | 12 000   |
| Dubaï     | Stade Al-Rashid                    | 18 000   |
| Charjah   | Stade de Sharjah                   | 12 000   |

## Phase de groupes
Les 24 participants sont répartis pour le premier tour dans 6 groupes de 4 équipes. Les deux premiers de chaque groupe sont qualifiés pour les huitièmes de finale, ainsi que les 4 meilleurs troisièmes.

### Groupe A
| Classement final |                     |     |   |   |   |   |    |    |      |
|                  | Équipe              | Pts | J | G | N | P | BP | BC | Diff |
| 1                | Burkina Faso        | 7   | 3 | 2 | 1 | 0 | 2  | 0  | +2   |
| 2                | Slovaquie           | 6   | 3 | 2 | 0 | 1 | 5  | 2  | +3   |
| 3                | Émirats arabes unis | 4   | 3 | 1 | 1 | 1 | 3  | 5  | -2   |
| 4                | Panama              | 0   | 3 | 0 | 0 | 3 | 1  | 4  | -3   |

| 27 novembre  | Slovaquie           | 4 | 1 | Émirats arabes unis |
| 28 novembre  | Burkina Faso        | 1 | 0 | Panama              |
| 1er décembre | Burkina Faso        | 1 | 0 | Slovaquie           |
| 1er décembre | Émirats arabes unis | 2 | 1 | Panama              |
| 4 décembre   | Burkina Faso        | 0 | 0 | Émirats arabes unis |
| 4 décembre   | Slovaquie           | 1 | 0 | Panama              |

1re journée
| 27 novembre 2003 | Slovaquie                                           | 4 - 1 | Émirats arabes unis | Stade Sheikh Zayed, Abou Dabi                     |                                                   |
| 20:30            | Brezinsky 5e · Halenar 23e · Cech 48e · Holosko 81e |       | Al-Wehaibi 72e      | Spectateurs : 46 000 Arbitrage : Horacio Elizondo | Spectateurs : 46 000 Arbitrage : Horacio Elizondo |
| 20:30            | (Rapport)                                           |       |                     | Spectateurs : 46 000 Arbitrage : Horacio Elizondo | Spectateurs : 46 000 Arbitrage : Horacio Elizondo |

| 28 novembre 2003 | Burkina Faso | 1 - 0 | Panama | Stade Sheikh Zayed, Abou Dabi                   |                                                 |
| 20:30            | Bance 81e    |       |        | Spectateurs : 4 500 Arbitrage : Roberto Rosetti | Spectateurs : 4 500 Arbitrage : Roberto Rosetti |
| 20:30            | (Rapport)    |       |        | Spectateurs : 4 500 Arbitrage : Roberto Rosetti | Spectateurs : 4 500 Arbitrage : Roberto Rosetti |

2e journée
| 1er décembre 2003 | Burkina Faso | 1 - 0 | Slovaquie | Stade Sheikh Zayed, Abou Dabi                     |                                                   |
| 17:45             | Zongo 6e     |       |           | Spectateurs : 3 500 Arbitrage : Rahman Al-Delawar | Spectateurs : 3 500 Arbitrage : Rahman Al-Delawar |
| 17:45             | (Rapport)    |       |           | Spectateurs : 3 500 Arbitrage : Rahman Al-Delawar | Spectateurs : 3 500 Arbitrage : Rahman Al-Delawar |

| 1er décembre 2003 | Émirats arabes unis            | 2 - 1 | Panama  | Stade Sheikh Zayed, Abou Dabi                       |                                                     |
| 20:30             | Shehab 18e (pen.) · Samelh 80e |       | Gun 36e | Spectateurs : 15 000 Arbitrage : Frank De Bleeckere | Spectateurs : 15 000 Arbitrage : Frank De Bleeckere |
| 20:30             | (Rapport)                      |       |         | Spectateurs : 15 000 Arbitrage : Frank De Bleeckere | Spectateurs : 15 000 Arbitrage : Frank De Bleeckere |

3e journée
| 4 décembre 2003 | Burkina Faso | 0 - 0 | Émirats arabes unis | Stade Sheikh Zayed, Abou Dabi               |                                             |
| 17:45           |              |       |                     | Spectateurs : 13 000 Arbitrage : Oscar Ruiz | Spectateurs : 13 000 Arbitrage : Oscar Ruiz |
| 17:45           | (Rapport)    |       |                     | Spectateurs : 13 000 Arbitrage : Oscar Ruiz | Spectateurs : 13 000 Arbitrage : Oscar Ruiz |

| 4 décembre 2003 | Slovaquie    | 1 - 0 | Panama | Stade Sheikh Zayed, Abou Dabi                   |                                                 |
| 20:30           | Pecovsky 49e |       |        | Spectateurs : 4 000 Arbitrage : Mohamed Benouza | Spectateurs : 4 000 Arbitrage : Mohamed Benouza |
| 20:30           | (Rapport)    |       |        | Spectateurs : 4 000 Arbitrage : Mohamed Benouza | Spectateurs : 4 000 Arbitrage : Mohamed Benouza |

### Groupe B
| Classement final |             |     |   |   |   |   |    |    |      |
|                  | Équipe      | Pts | J | G | N | P | BP | BC | Diff |
| 1                | Argentine   | 9   | 3 | 3 | 0 | 0 | 7  | 3  | +4   |
| 2                | Espagne     | 6   | 3 | 2 | 0 | 1 | 4  | 2  | +2   |
| 3                | Mali        | 3   | 3 | 1 | 0 | 2 | 4  | 7  | -3   |
| 4                | Ouzbékistan | 0   | 3 | 0 | 0 | 3 | 3  | 6  | -3   |

| 28 novembre  | Argentine | 2 | 1 | Espagne     |
| 28 novembre  | Mali      | 3 | 2 | Ouzbékistan |
| 1er décembre | Espagne   | 2 | 0 | Mali        |
| 1er décembre | Argentine | 2 | 1 | Ouzbékistan |
| 4 décembre   | Argentine | 3 | 1 | Mali        |
| 4 décembre   | Espagne   | 1 | 0 | Ouzbékistan |

1re journée
| 28 novembre 2003 | Argentine          | 2 - 1 | Espagne  | Stade de Sharjah, Charjah                         |                                                   |
| 17:45            | Fernandez 50e, 74e |       | Gabi 25e | Spectateurs : 15 000 Arbitrage : Benito Archundia | Spectateurs : 15 000 Arbitrage : Benito Archundia |
| 17:45            | (Rapport)          |       |          | Spectateurs : 15 000 Arbitrage : Benito Archundia | Spectateurs : 15 000 Arbitrage : Benito Archundia |

| 28 novembre 2003 | Mali                                   | 3 - 2 | Ouzbékistan               | Stade de Sharjah, Charjah                                |                                                          |
| 20:30            | Diarra 4e · Berthé 51e · Coulibaly 91e |       | Inomov 18e · Geynrikh 63e | Spectateurs : 3 000 Arbitrage : Wilson de Souza Mendonça | Spectateurs : 3 000 Arbitrage : Wilson de Souza Mendonça |
| 20:30            | (Rapport)                              |       |                           | Spectateurs : 3 000 Arbitrage : Wilson de Souza Mendonça | Spectateurs : 3 000 Arbitrage : Wilson de Souza Mendonça |

2e journée
| 1er décembre 2003 | Espagne                                 | 2 - 0 | Mali | Stade de Sharjah, Charjah                  |                                            |
| 17:45             | Juanfran 16e · Sergio Garcia 77e (pen.) |       |      | Spectateurs : 8 500 Arbitrage : Oscar Ruiz | Spectateurs : 8 500 Arbitrage : Oscar Ruiz |
| 17:45             | (Rapport)                               |       |      | Spectateurs : 8 500 Arbitrage : Oscar Ruiz | Spectateurs : 8 500 Arbitrage : Oscar Ruiz |

| 1er décembre 2003 | Argentine                            | 2 - 1 | Ouzbékistan | Stade de Sharjah, Charjah                   |                                             |
| 20:30             | Fernandez 70e · Cavenaghi 93e (pen.) |       | Geynrikh 4e | Spectateurs : 8 500 Arbitrage : Abdou Diouf | Spectateurs : 8 500 Arbitrage : Abdou Diouf |
| 20:30             | (Rapport)                            |       |             | Spectateurs : 8 500 Arbitrage : Abdou Diouf | Spectateurs : 8 500 Arbitrage : Abdou Diouf |

3e journée
| 4 décembre 2003 | Argentine                                      | 3 - 1 | Mali              | Stade de Sharjah, Charjah                          |                                                    |
| 17:45           | Ferreyra 13e · Herrera 26e · Diakite 32e (csc) |       | Berthé 48e (pen.) | Spectateurs : 5 000 Arbitrage : Frank De Bleeckere | Spectateurs : 5 000 Arbitrage : Frank De Bleeckere |
| 17:45           | (Rapport)                                      |       |                   | Spectateurs : 5 000 Arbitrage : Frank De Bleeckere | Spectateurs : 5 000 Arbitrage : Frank De Bleeckere |

| 4 décembre 2003 | Espagne     | 1 - 0 | Ouzbékistan | Stade de Sharjah, Charjah                       |                                                 |
| 20:30           | Iniesta 15e |       |             | Spectateurs : 4 000 Arbitrage : Massimo Busacca | Spectateurs : 4 000 Arbitrage : Massimo Busacca |
| 20:30           | (Rapport)   |       |             | Spectateurs : 4 000 Arbitrage : Massimo Busacca | Spectateurs : 4 000 Arbitrage : Massimo Busacca |

### Groupe C
| Classement final |           |     |   |   |   |   |    |    |      |
|                  | Équipe    | Pts | J | G | N | P | BP | BC | Diff |
| 1                | Australie | 7   | 3 | 2 | 1 | 0 | 6  | 4  | +2   |
| 2                | Brésil    | 4   | 3 | 1 | 1 | 1 | 5  | 4  | +1   |
| 3                | Canada    | 3   | 3 | 1 | 0 | 2 | 2  | 4  | -2   |
| 4                | Tchéquie  | 2   | 3 | 0 | 2 | 1 | 2  | 3  | -1   |

| 28 novembre  | Brésil    | 2 | 0 | Canada   |
| 28 novembre  | Australie | 1 | 1 | Tchéquie |
| 1er décembre | Australie | 2 | 1 | Canada   |
| 1er décembre | Brésil    | 1 | 1 | Tchéquie |
| 4 décembre   | Australie | 3 | 2 | Brésil   |
| 4 décembre   | Canada    | 1 | 0 | Tchéquie |

1re journée
| 28 novembre 2003 | Brésil                    | 2 - 0 | Canada | Stade Al-Rashid, Dubaï                                      |                                                             |
| 17:45            | Carvalho 56e · Nilmar 84e |       |        | Spectateurs : 13 150 Arbitrage : Eduardo Iturralde Gonzales | Spectateurs : 13 150 Arbitrage : Eduardo Iturralde Gonzales |
| 17:45            | (Rapport)                 |       |        | Spectateurs : 13 150 Arbitrage : Eduardo Iturralde Gonzales | Spectateurs : 13 150 Arbitrage : Eduardo Iturralde Gonzales |

| 28 novembre 2003 | Australie    | 1 - 1 | Tchéquie      | Stade Al-Rashid, Dubaï                      |                                             |
| 17:45            | McDonald 49e |       | Limbersky 24e | Spectateurs : 8 200 Arbitrage : Abdou Diouf | Spectateurs : 8 200 Arbitrage : Abdou Diouf |
| 17:45            | (Rapport)    |       |               | Spectateurs : 8 200 Arbitrage : Abdou Diouf | Spectateurs : 8 200 Arbitrage : Abdou Diouf |

2e journée
| 1er décembre 2003 | Australie               | 2 - 1 | Canada   | Stade Al-Rashid, Dubaï                         |                                                |
| 17:45             | Brosque 12e · McKay 54e |       | Hume 33e | Spectateurs : 8 200 Arbitrage : Kwon Jong-chul | Spectateurs : 8 200 Arbitrage : Kwon Jong-chul |
| 17:45             | (Rapport)               |       |          | Spectateurs : 8 200 Arbitrage : Kwon Jong-chul | Spectateurs : 8 200 Arbitrage : Kwon Jong-chul |

| 1er décembre 2003 | Brésil       | 1 - 1 | Tchéquie      | Stade Al-Rashid, Dubaï                            |                                                   |
| 20:30             | Adailton 37e |       | Limbersky 34e | Spectateurs : 12 500 Arbitrage : Benito Archundia | Spectateurs : 12 500 Arbitrage : Benito Archundia |
| 20:30             | (Rapport)    |       |               | Spectateurs : 12 500 Arbitrage : Benito Archundia | Spectateurs : 12 500 Arbitrage : Benito Archundia |

3e journée
| 4 décembre 2003 | Australie                      | 3 - 2 | Brésil                 | Stade Al-Rashid, Dubaï                           |                                                  |
| 17:45           | Danzel 31e, 37e · Dilevski 47e |       | Juninho 75e · Dudu 87e | Spectateurs : 10 000 Arbitrage : Roberto Rosetti | Spectateurs : 10 000 Arbitrage : Roberto Rosetti |
| 17:45           | (Rapport)                      |       |                        | Spectateurs : 10 000 Arbitrage : Roberto Rosetti | Spectateurs : 10 000 Arbitrage : Roberto Rosetti |

| 4 décembre 2003 | Canada    | 1 - 0 | Tchéquie | Stade Al-Rashid, Dubaï                           |                                                  |
| 20:30           | Hume 80e  |       |          | Spectateurs : 4 000 Arbitrage : Horacio Elizondo | Spectateurs : 4 000 Arbitrage : Horacio Elizondo |
| 20:30           | (Rapport) |       |          | Spectateurs : 4 000 Arbitrage : Horacio Elizondo | Spectateurs : 4 000 Arbitrage : Horacio Elizondo |

### Groupe D
| Classement final |            |     |   |   |   |   |    |    |      |
|                  | Équipe     | Pts | J | G | N | P | BP | BC | Diff |
| 1                | Japon      | 6   | 3 | 2 | 0 | 1 | 3  | 4  | -1   |
| 2                | Colombie   | 5   | 3 | 1 | 2 | 0 | 4  | 1  | +3   |
| 3                | Égypte     | 4   | 3 | 1 | 1 | 1 | 1  | 1  | 0    |
| 4                | Angleterre | 1   | 3 | 0 | 1 | 2 | 0  | 2  | -2   |

| 29 novembre | Colombie | 0 | 0 | Égypte     |
| 29 novembre | Japon    | 1 | 0 | Angleterre |
| 2 décembre  | Égypte   | 1 | 0 | Angleterre |
| 2 décembre  | Japon    | 1 | 4 | Colombie   |
| 5 décembre  | Colombie | 0 | 0 | Angleterre |
| 5 décembre  | Japon    | 1 | 0 | Égypte     |

1re journée
| 29 novembre 2003 | Colombie  | 0 - 0 | Égypte | Stade Al-Maktoum, Dubaï                          |                                                  |
| 17:45            |           |       |        | Spectateurs : 11 000 Arbitrage : Massimo Busacca | Spectateurs : 11 000 Arbitrage : Massimo Busacca |
| 17:45            | (Rapport) |       |        | Spectateurs : 11 000 Arbitrage : Massimo Busacca | Spectateurs : 11 000 Arbitrage : Massimo Busacca |

| 29 novembre 2003 | Japon      | 1 - 0 | Angleterre | Stade Al-Maktoum, Dubaï                      |                                              |
| 20:30            | Sakata 54e |       |            | Spectateurs : 12 000 Arbitrage : Kevin Stott | Spectateurs : 12 000 Arbitrage : Kevin Stott |
| 20:30            | (Rapport)  |       |            | Spectateurs : 12 000 Arbitrage : Kevin Stott | Spectateurs : 12 000 Arbitrage : Kevin Stott |

2e journée
| 2 décembre 2003 | Égypte     | 1 - 0 | Angleterre | Stade Al-Maktoum, Dubaï                         |                                                 |
| 17:45           | Moteab 74e |       |            | Spectateurs : 12 000 Arbitrage : Shamsul Maidin | Spectateurs : 12 000 Arbitrage : Shamsul Maidin |
| 17:45           | (Rapport)  |       |            | Spectateurs : 12 000 Arbitrage : Shamsul Maidin | Spectateurs : 12 000 Arbitrage : Shamsul Maidin |

| 2 décembre 2003 | Japon      | 1 - 4 | Colombie                                                    | Stade Al-Maktoum, Dubaï                        |                                                |
| 16:45           | Sakata 75e |       | de la Cuesta 35e · Castrillon 43e · Aguilar 65e · Rivas 93e | Spectateurs : 7 200 Arbitrage : Matthew Breeze | Spectateurs : 7 200 Arbitrage : Matthew Breeze |
| 16:45           | (Rapport)  |       |                                                             | Spectateurs : 7 200 Arbitrage : Matthew Breeze | Spectateurs : 7 200 Arbitrage : Matthew Breeze |

3e journée
| 5 décembre 2003 | Colombie  | 0 - 0 | Angleterre | Stade Al-Maktoum, Dubaï                           |                                                   |
| 17:45           |           |       |            | Spectateurs : 9 210 Arbitrage : Rahman Al-Delawar | Spectateurs : 9 210 Arbitrage : Rahman Al-Delawar |
| 17:45           | (Rapport) |       |            | Spectateurs : 9 210 Arbitrage : Rahman Al-Delawar | Spectateurs : 9 210 Arbitrage : Rahman Al-Delawar |

| 5 décembre 2003 | Japon        | 1 - 0 | Égypte | Stade Al-Maktoum, Dubaï                           |                                                   |
| 20:30           | Hirayama 79e |       |        | Spectateurs : 11 800 Arbitrage : Benito Archundia | Spectateurs : 11 800 Arbitrage : Benito Archundia |
| 20:30           | (Rapport)    |       |        | Spectateurs : 11 800 Arbitrage : Benito Archundia | Spectateurs : 11 800 Arbitrage : Benito Archundia |

### Groupe E
| Classement final |                      |     |   |   |   |   |    |    |      |
|                  | Équipe               | Pts | J | G | N | P | BP | BC | Diff |
| 1                | République d'Irlande | 7   | 3 | 2 | 1 | 0 | 6  | 3  | +3   |
| 2                | Côte d'Ivoire        | 5   | 3 | 1 | 2 | 0 | 4  | 3  | +1   |
| 3                | Arabie saoudite      | 2   | 3 | 0 | 2 | 1 | 2  | 3  | -1   |
| 4                | Mexique              | 1   | 3 | 0 | 1 | 2 | 2  | 5  | -3   |

| 29 novembre | République d'Irlande | 2 | 1 | Arabie saoudite |
| 29 novembre | Côte d'Ivoire        | 2 | 1 | Mexique         |
| 2 décembre  | République d'Irlande | 2 | 2 | Côte d'Ivoire   |
| 2 décembre  | Arabie saoudite      | 1 | 1 | Mexique         |
| 5 décembre  | Côte d'Ivoire        | 0 | 0 | Arabie saoudite |
| 5 décembre  | République d'Irlande | 2 | 0 | Mexique         |

1re journée
| 29 novembre 2003 | République d'Irlande | 2 - 1 | Arabie saoudite | Stade International Sheikh Khalifa, Al Ain     |                                                |
| 14:00            | Elliott 18e, 77e     |       | Al-Mahyani 49e  | Spectateurs : 9 055 Arbitrage : Matthew Breeze | Spectateurs : 9 055 Arbitrage : Matthew Breeze |
| 14:00            | (Rapport)            |       |                 | Spectateurs : 9 055 Arbitrage : Matthew Breeze | Spectateurs : 9 055 Arbitrage : Matthew Breeze |

| 29 novembre 2003 | Côte d'Ivoire         | 2 - 1 | Mexique       | Stade International Sheikh Khalifa, Al Ain     |                                                |
| 20:30            | Tohoua 19e · Koné 58e |       | de Nigris 85e | Spectateurs : 6 350 Arbitrage : Jong Chul-kwon | Spectateurs : 6 350 Arbitrage : Jong Chul-kwon |
| 20:30            | (Rapport)             |       |               | Spectateurs : 6 350 Arbitrage : Jong Chul-kwon | Spectateurs : 6 350 Arbitrage : Jong Chul-kwon |

2e journée
| 2 décembre 2003 | République d'Irlande      | 2 - 2 | Côte d'Ivoire | Stade International Sheikh Khalifa, Al Ain       |                                                  |
| 17:45           | Paisley 36e · Elliott 74e |       | Koné 12e, 67e | Spectateurs : 10 265 Arbitrage : Massimo Busacca | Spectateurs : 10 265 Arbitrage : Massimo Busacca |
| 17:45           | (Rapport)                 |       |               | Spectateurs : 10 265 Arbitrage : Massimo Busacca | Spectateurs : 10 265 Arbitrage : Massimo Busacca |

| 2 décembre 2003 | Arabie saoudite | 1 - 1 | Mexique   | Stade International Sheikh Khalifa, Al Ain   |                                              |
| 20:30           | Majrashi 15e    |       | Pinto 30e | Spectateurs : 10 950 Arbitrage : Kevin Stott | Spectateurs : 10 950 Arbitrage : Kevin Stott |
| 20:30           | (Rapport)       |       |           | Spectateurs : 10 950 Arbitrage : Kevin Stott | Spectateurs : 10 950 Arbitrage : Kevin Stott |

3e journée
| 5 décembre 2003 | Côte d'Ivoire | 0 - 0 | Arabie saoudite | Stade International Sheikh Khalifa, Al Ain      |                                                 |
| 17:45           |               |       |                 | Spectateurs : 10 370 Arbitrage : Jong Chul-kwon | Spectateurs : 10 370 Arbitrage : Jong Chul-kwon |
| 17:45           | (Rapport)     |       |                 | Spectateurs : 10 370 Arbitrage : Jong Chul-kwon | Spectateurs : 10 370 Arbitrage : Jong Chul-kwon |

| 5 décembre 2003 | République d'Irlande    | 2 - 0 | Mexique | Stade International Sheikh Khalifa, Al Ain               |                                                          |
| 20:30           | Paisley 35e · Kelly 85e |       |         | Spectateurs : 9 230 Arbitrage : Wilson de Souza Mendonça | Spectateurs : 9 230 Arbitrage : Wilson de Souza Mendonça |
| 20:30           | (Rapport)               |       |         | Spectateurs : 9 230 Arbitrage : Wilson de Souza Mendonça | Spectateurs : 9 230 Arbitrage : Wilson de Souza Mendonça |

### Groupe F
| Classement final |              |     |   |   |   |   |    |    |      |
|                  | Équipe       | Pts | J | G | N | P | BP | BC | Diff |
| 1                | États-Unis   | 6   | 3 | 2 | 0 | 1 | 6  | 4  | +2   |
| 2                | Paraguay     | 6   | 3 | 2 | 0 | 1 | 4  | 3  | +1   |
| 3                | Corée du Sud | 3   | 3 | 1 | 0 | 2 | 2  | 3  | -1   |
| 4                | Allemagne    | 3   | 3 | 1 | 0 | 2 | 3  | 5  | -2   |

| 29 novembre | États-Unis   | 3 | 1 | Paraguay     |
| 29 novembre | Corée du Sud | 2 | 0 | Allemagne    |
| 2 décembre  | États-Unis   | 1 | 3 | Allemagne    |
| 2 décembre  | Paraguay     | 1 | 0 | Corée du Sud |
| 5 décembre  | Paraguay     | 2 | 0 | Allemagne    |
| 5 décembre  | États-Unis   | 2 | 0 | Corée du Sud |

1re journée
| 29 novembre 2003 | États-Unis                           | 3 - 1 | Paraguay      | Stade Al-Nahyan, Abou Dabi                     |                                                |
| 17:45            | Johnson 53e · Magee 68e · Convey 81e |       | Dos Santos 6e | Spectateurs : 3 500 Arbitrage : Shamsul Maidin | Spectateurs : 3 500 Arbitrage : Shamsul Maidin |
| 17:45            | (Rapport)                            |       |               | Spectateurs : 3 500 Arbitrage : Shamsul Maidin | Spectateurs : 3 500 Arbitrage : Shamsul Maidin |

| 29 novembre 2003 | Corée du Sud                      | 2 - 0 | Allemagne | Stade Al-Nahyan, Abou Dabi                      |                                                 |
| 20:30            | Lee Ho-jin 51e · Lee Jong-min 70e |       |           | Spectateurs : 8 000 Arbitrage : Mohamed Benouza | Spectateurs : 8 000 Arbitrage : Mohamed Benouza |
| 20:30            | (Rapport)                         |       |           | Spectateurs : 8 000 Arbitrage : Mohamed Benouza | Spectateurs : 8 000 Arbitrage : Mohamed Benouza |

2e journée
| 2 décembre 2003 | États-Unis    | 1 - 3 | Allemagne                               | Stade Al-Nahyan, Abou Dabi                               |                                                          |
| 17:45           | Whitbread 77e |       | Huth 47e · Trochowski 60e · Kneissl 63e | Spectateurs : 6 000 Arbitrage : Wilson de Souza Mendonça | Spectateurs : 6 000 Arbitrage : Wilson de Souza Mendonça |
| 17:45           | (Rapport)     |       |                                         | Spectateurs : 6 000 Arbitrage : Wilson de Souza Mendonça | Spectateurs : 6 000 Arbitrage : Wilson de Souza Mendonça |

| 2 décembre 2003 | Paraguay      | 1 - 0 | Corée du Sud | Stade Al-Nahyan, Abou Dabi                      |                                                 |
| 20:30           | Velazquez 14e |       |              | Spectateurs : 5 000 Arbitrage : Roberto Rosetti | Spectateurs : 5 000 Arbitrage : Roberto Rosetti |
| 20:30           | (Rapport)     |       |              | Spectateurs : 5 000 Arbitrage : Roberto Rosetti | Spectateurs : 5 000 Arbitrage : Roberto Rosetti |

3e journée
| 5 décembre 2003 | Paraguay               | 2 - 0 | Allemagne | Stade Al-Nahyan, Abou Dabi                                 |                                                            |
| 17:45           | Lopez 39e · Valdez 57e |       |           | Spectateurs : 6 000 Arbitrage : Eduardo Iturralde Gonzalez | Spectateurs : 6 000 Arbitrage : Eduardo Iturralde Gonzalez |
| 17:45           | (Rapport)              |       |           | Spectateurs : 6 000 Arbitrage : Eduardo Iturralde Gonzalez | Spectateurs : 6 000 Arbitrage : Eduardo Iturralde Gonzalez |

| 5 décembre 2003 | États-Unis                     | 2 - 0 | Corée du Sud | Stade Al-Nahyan, Abou Dabi                     |                                                |
| 20:30           | Johnson 13e (pen.), 24e (pen.) |       |              | Spectateurs : 8 000 Arbitrage : Matthew Breeze | Spectateurs : 8 000 Arbitrage : Matthew Breeze |
| 20:30           | (Rapport)                      |       |              | Spectateurs : 8 000 Arbitrage : Matthew Breeze | Spectateurs : 8 000 Arbitrage : Matthew Breeze |

### Classement des troisièmes
Les quatre meilleurs troisièmes sont repêchés pour compléter le tableau des huitièmes de finale
| Classement |                     |     |   |   |   |   |    |    |      |
|            | Équipe              | Pts | J | G | N | P | BP | BC | Diff |
| 1          | Égypte              | 4   | 3 | 1 | 1 | 1 | 1  | 1  | 0    |
| 2          | Émirats arabes unis | 4   | 3 | 1 | 1 | 1 | 3  | 5  | -2   |
| 3          | Corée du Sud        | 3   | 3 | 1 | 0 | 2 | 2  | 3  | -1   |
| 4          | Canada              | 3   | 3 | 1 | 0 | 2 | 2  | 4  | -2   |
| 5          | Mali                | 3   | 3 | 1 | 0 | 2 | 4  | 7  | -3   |
| 6          | Arabie saoudite     | 2   | 3 | 0 | 2 | 1 | 2  | 3  | -1   |

## Tableau final
|  | Huitièmes de finale    | Huitièmes de finale     |                     |      | Quarts de finale    | Quarts de finale    |  |  | Demi-finales            | Demi-finales            |  |  | Finale                  | Finale                  |
|  | Huitièmes de finale    | Huitièmes de finale     |                     |      | Quarts de finale    | Quarts de finale    |  |  | Demi-finales            | Demi-finales            |  |  | Finale                  | Finale                  |
|  |                        |                         |                     |      |                     |                     |  |  |                         |                         |  |  |                         |                         |
|  | 8 décembre - Abou Dabi | 8 décembre - Abou Dabi  |                     |      | 12 décembre - Dubaï | 12 décembre - Dubaï |  |  | 15 décembre - Abou Dabi | 15 décembre - Abou Dabi |  |  | 19 décembre - Abou Dabi | 19 décembre - Abou Dabi |
|  | 8 décembre - Abou Dabi | 8 décembre - Abou Dabi  |                     |      | 12 décembre - Dubaï | 12 décembre - Dubaï |  |  | 15 décembre - Abou Dabi | 15 décembre - Abou Dabi |  |  | 19 décembre - Abou Dabi | 19 décembre - Abou Dabi |
|  | Japon                  | 2 ap                    |                     |      | 12 décembre - Dubaï | 12 décembre - Dubaï |  |  | 15 décembre - Abou Dabi | 15 décembre - Abou Dabi |  |  | 19 décembre - Abou Dabi | 19 décembre - Abou Dabi |
|  | Japon                  | 2 ap                    |                     |      | 12 décembre - Dubaï | 12 décembre - Dubaï |  |  | 15 décembre - Abou Dabi | 15 décembre - Abou Dabi |  |  | 19 décembre - Abou Dabi | 19 décembre - Abou Dabi |
|  | Corée du Sud           | 1                       |                     |      | 12 décembre - Dubaï | 12 décembre - Dubaï |  |  | 15 décembre - Abou Dabi | 15 décembre - Abou Dabi |  |  | 19 décembre - Abou Dabi | 19 décembre - Abou Dabi |
|  | Corée du Sud           | 1                       | Japon               | 1    |                     |                     |  |  | 15 décembre - Abou Dabi | 15 décembre - Abou Dabi |  |  | 19 décembre - Abou Dabi | 19 décembre - Abou Dabi |
|  | 9 décembre - Charjah   |                         | Japon               | 1    |                     |                     |  |  | 15 décembre - Abou Dabi | 15 décembre - Abou Dabi |  |  | 19 décembre - Abou Dabi | 19 décembre - Abou Dabi |
|  |                        | Brésil                  | 5                   |      |                     |                     |  |  | 15 décembre - Abou Dabi | 15 décembre - Abou Dabi |  |  | 19 décembre - Abou Dabi | 19 décembre - Abou Dabi |
|  | Brésil                 | Brésil                  | 5                   | 2 ap |                     |                     |  |  | 15 décembre - Abou Dabi | 15 décembre - Abou Dabi |  |  | 19 décembre - Abou Dabi | 19 décembre - Abou Dabi |
|  | Brésil                 | 12 décembre - Abou Dabi |                     | 2 ap |                     |                     |  |  | 15 décembre - Abou Dabi | 15 décembre - Abou Dabi |  |  | 19 décembre - Abou Dabi | 19 décembre - Abou Dabi |
|  | Slovaquie              | 1                       |                     |      |                     |                     |  |  | 15 décembre - Abou Dabi | 15 décembre - Abou Dabi |  |  | 19 décembre - Abou Dabi | 19 décembre - Abou Dabi |
|  | Slovaquie              | 1                       | Brésil              | 1    |                     |                     |  |  |                         |                         |  |  | 19 décembre - Abou Dabi | 19 décembre - Abou Dabi |
|  | 8 décembre - Dubaï     |                         | Brésil              | 1    |                     |                     |  |  |                         |                         |  |  | 19 décembre - Abou Dabi | 19 décembre - Abou Dabi |
|  |                        | Argentine               | 0                   |      |                     |                     |  |  |                         |                         |  |  | 19 décembre - Abou Dabi | 19 décembre - Abou Dabi |
|  | Argentine              | Argentine               | 0                   | 2 ap |                     |                     |  |  |                         |                         |  |  | 19 décembre - Abou Dabi | 19 décembre - Abou Dabi |
|  | Argentine              | 15 décembre - Dubaï     |                     | 2 ap |                     |                     |  |  |                         |                         |  |  | 19 décembre - Abou Dabi | 19 décembre - Abou Dabi |
|  | Égypte                 | 1                       |                     |      |                     |                     |  |  |                         |                         |  |  | 19 décembre - Abou Dabi | 19 décembre - Abou Dabi |
|  | Égypte                 | 1                       | Argentine           | 2 ap |                     |                     |  |  |                         |                         |  |  | 19 décembre - Abou Dabi | 19 décembre - Abou Dabi |
|  | 8 décembre - Dubaï     |                         | Argentine           | 2 ap |                     |                     |  |  |                         |                         |  |  | 19 décembre - Abou Dabi | 19 décembre - Abou Dabi |
|  |                        | États-Unis              | 1                   |      |                     |                     |  |  |                         |                         |  |  | 19 décembre - Abou Dabi | 19 décembre - Abou Dabi |
|  | États-Unis             | États-Unis              | 1                   | 2    |                     |                     |  |  |                         |                         |  |  | 19 décembre - Abou Dabi | 19 décembre - Abou Dabi |
|  | États-Unis             | 12 décembre - Abou Dabi |                     | 2    |                     |                     |  |  |                         |                         |  |  | 19 décembre - Abou Dabi | 19 décembre - Abou Dabi |
|  | Côte d'Ivoire          | 0                       |                     |      |                     |                     |  |  |                         |                         |  |  | 19 décembre - Abou Dabi | 19 décembre - Abou Dabi |
|  | Côte d'Ivoire          | 0                       | Brésil              | 1    |                     |                     |  |  |                         |                         |  |  |                         |                         |
|  | 8 décembre - Abou Dabi |                         | Brésil              | 1    |                     |                     |  |  |                         |                         |  |  |                         |                         |
|  |                        | Espagne                 | 0                   |      |                     |                     |  |  |                         |                         |  |  |                         |                         |
|  | Burkina Faso           | Espagne                 | 0                   | 0    |                     |                     |  |  |                         |                         |  |  |                         |                         |
|  | Burkina Faso           |                         |                     | 0    |                     |                     |  |  |                         |                         |  |  |                         |                         |
|  | Canada                 | 1                       |                     |      |                     |                     |  |  |                         |                         |  |  |                         |                         |
|  | Canada                 | 1                       | Canada              | 1    |                     |                     |  |  |                         |                         |  |  |                         |                         |
|  | 9 décembre - Al Ain    |                         | Canada              | 1    |                     |                     |  |  |                         |                         |  |  |                         |                         |
|  |                        | Espagne                 | 2 ap                |      |                     |                     |  |  |                         |                         |  |  |                         |                         |
|  | Paraguay               | Espagne                 | 2 ap                | 0    |                     |                     |  |  |                         |                         |  |  |                         |                         |
|  | Paraguay               | 12 décembre - Dubaï     |                     | 0    |                     |                     |  |  |                         |                         |  |  |                         |                         |
|  | Espagne                | 1                       |                     |      |                     |                     |  |  |                         |                         |  |  |                         |                         |
|  | Espagne                | 1                       | Espagne             | 1    |                     |                     |  |  |                         |                         |  |  |                         |                         |
|  | 9 décembre - Charjah   |                         | Espagne             | 1    |                     |                     |  |  |                         |                         |  |  |                         |                         |
|  |                        | Colombie                | 0                   |      |                     |                     |  |  |                         |                         |  |  |                         |                         |
|  | Australie              | Colombie                | 0                   | 0    |                     |                     |  |  |                         |                         |  |  |                         |                         |
|  | Australie              |                         |                     | 0    |                     |                     |  |  |                         |                         |  |  |                         |                         |
|  | Émirats arabes unis    | 1                       |                     |      |                     |                     |  |  |                         |                         |  |  |                         |                         |
|  | Émirats arabes unis    | 1                       | Émirats arabes unis | 0    |                     |                     |  |  |                         |                         |  |  |                         |                         |
|  | 9 décembre - Al Ain    |                         | Émirats arabes unis | 0    |                     |                     |  |  |                         |                         |  |  |                         |                         |
|  |                        | Colombie                | 1                   |      |                     |                     |  |  |                         |                         |  |  |                         |                         |
|  | République d'Irlande   | Colombie                | 1                   | 2    |                     |                     |  |  |                         |                         |  |  |                         |                         |
|  | République d'Irlande   |                         |                     | 2    |                     |                     |  |  |                         |                         |  |  |                         |                         |
|  | Colombie               | 3 ap                    |                     |      |                     |                     |  |  |                         |                         |  |  |                         |                         |
|  | Colombie               | 3 ap                    |                     |      |                     |                     |  |  |                         |                         |  |  |                         |                         |

### Huitièmes de finale
| 8 décembre 2003 | Japon            | 2 - 1 a. p. · | Corée du Sud      | Stade Al-Nahyan, Abou Dabi                       |                                                  |
| 18:00           | Sakata 82e, 105e |               | Sung Kuk-choi 38e | Spectateurs : 5 500 Arbitrage : Horacio Elizondo | Spectateurs : 5 500 Arbitrage : Horacio Elizondo |
| 18:00           | (Rapport)        |               |                   | Spectateurs : 5 500 Arbitrage : Horacio Elizondo | Spectateurs : 5 500 Arbitrage : Horacio Elizondo |

| 8 décembre 2003 | Burkina Faso | 0 - 1 | Canada      | Stade Al-Nahyan, Abou Dabi                     |                                                |
| 21:00           |              |       | Simpson 59e | Spectateurs : 5 000 Arbitrage : Jong Chul-kwon | Spectateurs : 5 000 Arbitrage : Jong Chul-kwon |
| 21:00           | (Rapport)    |       |             | Spectateurs : 5 000 Arbitrage : Jong Chul-kwon | Spectateurs : 5 000 Arbitrage : Jong Chul-kwon |

| 8 décembre 2003 | Argentine           | 2 - 1 a. p. · | Égypte      | Stade Al-Maktoum, Dubaï                          |                                                  |
| 18:00           | Cavenaghi 27e, 114e |               | Metwaly 42e | Spectateurs : 10 800 Arbitrage : Massimo Busacca | Spectateurs : 10 800 Arbitrage : Massimo Busacca |
| 18:00           | (Rapport)           |               |             | Spectateurs : 10 800 Arbitrage : Massimo Busacca | Spectateurs : 10 800 Arbitrage : Massimo Busacca |

| 8 décembre 2003 | États-Unis                   | 2 - 0 | Côte d'Ivoire | Stade Al-Maktoum, Dubaï                    |                                            |
| 21:00           | Mapp 7e · Johnson 43e (pen.) |       |               | Spectateurs : 3 210 Arbitrage : Oscar Ruiz | Spectateurs : 3 210 Arbitrage : Oscar Ruiz |
| 21:00           | (Rapport)                    |       |               | Spectateurs : 3 210 Arbitrage : Oscar Ruiz | Spectateurs : 3 210 Arbitrage : Oscar Ruiz |

| 9 décembre 2003 | Brésil         | 2 - 1 a. p. · | Slovaquie | Stade de Sharjah, Charjah                                   |                                                             |
| 18:00           | Dudu 83e, 100e |               | Sebo 61e  | Spectateurs : 12 800 Arbitrage : Eduardo Iturralde Gonzalez | Spectateurs : 12 800 Arbitrage : Eduardo Iturralde Gonzalez |
| 18:00           | (Rapport)      |               |           | Spectateurs : 12 800 Arbitrage : Eduardo Iturralde Gonzalez | Spectateurs : 12 800 Arbitrage : Eduardo Iturralde Gonzalez |

| 9 décembre 2003 | Australie | 0 - 1 | Émirats arabes unis | Stade de Sharjah, Charjah                                 |                                                           |
| 21:00           |           |       | Matar 89e           | Spectateurs : 13 500 Arbitrage : Wilson de Souza Mendonça | Spectateurs : 13 500 Arbitrage : Wilson de Souza Mendonça |
| 21:00           | (Rapport) |       |                     | Spectateurs : 13 500 Arbitrage : Wilson de Souza Mendonça | Spectateurs : 13 500 Arbitrage : Wilson de Souza Mendonça |

| 9 décembre 2003 | Paraguay  | 0 - 1 | Espagne          | Stade International Sheikh Khalifa, Al Ain       |                                                  |
| 18:00           |           |       | de la Fuente 66e | Spectateurs : 9 250 Arbitrage : Benito Archundia | Spectateurs : 9 250 Arbitrage : Benito Archundia |
| 18:00           | (Rapport) |       |                  | Spectateurs : 9 250 Arbitrage : Benito Archundia | Spectateurs : 9 250 Arbitrage : Benito Archundia |

| 9 décembre 2003 | République d'Irlande       | 2 - 3 a. p. · | Colombie                                | Stade International Sheikh Khalifa, Al Ain         |                                                    |
| 21:00           | Doyle 85e · McCarthy 90+2e |               | Perea 11e · Montaño 70e · Carrillo 106e | Spectateurs : 6 860 Arbitrage : Frank De Bleeckere | Spectateurs : 6 860 Arbitrage : Frank De Bleeckere |
| 21:00           | (Rapport)                  |               |                                         | Spectateurs : 6 860 Arbitrage : Frank De Bleeckere | Spectateurs : 6 860 Arbitrage : Frank De Bleeckere |

### Quarts de finale
| 12 décembre 2003 | Espagne                     | 2 - 1 a. p. · | Canada   | Stade Mohammed-Bin-Zayed, Abou Dabi                       |                                                           |
| 18:00            | Iniesta 35e · Arizmendi 97e |               | Hume 53e | Spectateurs : 15 000 Arbitrage : Wilson de Souza Mendonça | Spectateurs : 15 000 Arbitrage : Wilson de Souza Mendonça |
| 18:00            | (Rapport)                   |               |          | Spectateurs : 15 000 Arbitrage : Wilson de Souza Mendonça | Spectateurs : 15 000 Arbitrage : Wilson de Souza Mendonça |

| 12 décembre 2003 | États-Unis | 1 - 2 a. p. · | Argentine                                | Stade Mohammed-Bin-Zayed, Abou Dabi                         |                                                             |
| 21:00            | Convey 59e |               | Mascherano 90+4e · Cavenaghi 104e (pen.) | Spectateurs : 15 500 Arbitrage : Eduardo Iturralde Gonzalez | Spectateurs : 15 500 Arbitrage : Eduardo Iturralde Gonzalez |
| 21:00            | (Rapport)  |               |                                          | Spectateurs : 15 500 Arbitrage : Eduardo Iturralde Gonzalez | Spectateurs : 15 500 Arbitrage : Eduardo Iturralde Gonzalez |

| 12 décembre 2003 | Colombie    | 1 - 0 | Émirats arabes unis | Stade Al-Rashid, Dubaï                            |                                                   |
| 18:00            | Montaño 14e |       |                     | Spectateurs : 13 000 Arbitrage : Horacio Elizondo | Spectateurs : 13 000 Arbitrage : Horacio Elizondo |
| 18:00            | (Rapport)   |       |                     | Spectateurs : 13 000 Arbitrage : Horacio Elizondo | Spectateurs : 13 000 Arbitrage : Horacio Elizondo |

| 12 décembre 2003 | Japon        | 1 - 5 | Brésil                                            | Stade Al-Rashid, Dubaï                      |                                             |
| 21:00            | Hirayama 89e |       | Carvalho 2e, 13e · Kléber 15e · Nilmar 34e, 90+1e | Spectateurs : 10 000 Arbitrage : Oscar Ruiz | Spectateurs : 10 000 Arbitrage : Oscar Ruiz |
| 21:00            | (Rapport)    |       |                                                   | Spectateurs : 10 000 Arbitrage : Oscar Ruiz | Spectateurs : 10 000 Arbitrage : Oscar Ruiz |

### Demi-finales
| 15 décembre 2003 | Brésil    | 1 - 0 | Argentine | Stade Sheikh Zayed, Abou Dabi                     |                                                   |
| 18:00            | Dudu 65e  |       |           | Spectateurs : 16 000 Arbitrage : Benito Archundia | Spectateurs : 16 000 Arbitrage : Benito Archundia |
| 18:00            | (Rapport) |       |           | Spectateurs : 16 000 Arbitrage : Benito Archundia | Spectateurs : 16 000 Arbitrage : Benito Archundia |

| 15 décembre 2003 | Espagne            | 1 - 0 | Colombie | Stade Al-Rashid, Dubaï                             |                                                    |
| 21:00            | Iniesta 86e (pen.) |       |          | Spectateurs : 5 700 Arbitrage : Frank De Bleeckere | Spectateurs : 5 700 Arbitrage : Frank De Bleeckere |
| 21:00            | (Rapport)          |       |          | Spectateurs : 5 700 Arbitrage : Frank De Bleeckere | Spectateurs : 5 700 Arbitrage : Frank De Bleeckere |

### Match pour la3eplace
| 19 décembre 2003 | Colombie                      | 2 - 1 | Argentine      | Stade Sheikh Zayed, Abou Dabi                   |                                                 |
| 18:00            | Carrillo 16e · Castrillon 62e |       | Ferreyra 45+1e | Spectateurs : 55 000 Arbitrage : Matthew Breeze | Spectateurs : 55 000 Arbitrage : Matthew Breeze |
| 18:00            | (Rapport)                     |       |                | Spectateurs : 55 000 Arbitrage : Matthew Breeze | Spectateurs : 55 000 Arbitrage : Matthew Breeze |

### Finale
| 19 décembre 2003 | Espagne   | 0 - 1 | Brésil          | Stade Sheikh Zayed, Abou Dabi                    |                                                  |
| 20:45            |           |       | Fernandinho 87e | Spectateurs : 55 000 Arbitrage : Roberto Rosetti | Spectateurs : 55 000 Arbitrage : Roberto Rosetti |
| 20:45            | (Rapport) |       |                 | Spectateurs : 55 000 Arbitrage : Roberto Rosetti | Spectateurs : 55 000 Arbitrage : Roberto Rosetti |

| Coupe du monde de football des moins de 20 ans 2003 Brésil Quatrième titre |

## Récompenses
| Ballon d'or       | Ballon d'argent    | Ballon de bronze  |
| ----------------- | ------------------ | ----------------- |
| Ismail Matar      | Dudu Cearense      | Dani Alves        |
| Soulier d'or      | Soulier d'argent   | Soulier de bronze |
| Eddie Johnson     | Fernando Cavenaghi | Dudu Cearense     |
| 4 buts            | 4 buts             | 4 buts            |
| Prix du fair-play |                    |                   |
| Colombie          |                    |                   |